# Dolnji Suhor pri Metliki
Dolnji Suhor pri Metliki este o localitate din comuna Metlika, Slovenia, cu o populație de 77 de locuitori.